# Pasi Ara Kb
Pasi Ara Kb is een bestuurslaag in het regentschap Aceh Barat van de provincie Atjeh, Indonesië. Pasi Ara Kb telt 207 inwoners (volkstelling 2010).